# 維也納地鐵6號線
維也納地鐵6號線（德語：Wiener U-Bahnlinie 6）是奧地利維也納的一條地鐵路線。維也納地鐵U6線全長17.3公里，共有24個車站。與其他維也納地鐵線路採用第三軌不同，本線路採用高架電纜供電。

## 外部連結
- 维基共享资源上的相關多媒體資源：維也納地鐵6號線